# Salina Cruz
Salina Cruz (Zapoteeks: Ike Sidi Biá) is een belangrijke zeehaven aan de Grote Oceaan in de Mexicaanse staat Oaxaca. De stad is de zetel van de gelijknamige gemeente. De stad telt naar een volkstelling uit 2002 71314 inwoners. De gemeente heeft een oppervlakte van 113,55 km² en heeft een totaal aantal inwoners van 76219. Het is daarmee de op drie na grootste gemeente in Oaxaca. De stad ligt aan de monding van de Río Tehuantepec en kwam aan het eind van de negentiende eeuw tot bloei, toen het het eindstation van de nationale spoorwegen van Tehuantepec werd, die de spoorlijn over de landengte van Tehuantepec tussen 1888 en 1893 aanlegde. Er was daarvoor geen natuurlijke haven aanwezig en de nederzetting bestond uit niet veel meer dan een indianendorp. Na de bouw van het Panamakanaal ging het bergafwaarts met de stad. Tegenwoordig wordt de economie van de regio grotendeels bepaald door de Petróleos Mexicanos, die er in 1979 een olieraffinaderij aanlegde.